# Rolls-Royce 10 HP
Automobil s názvem Rolls-Royce 10 HP byl prvním vozem, který byl vyprodukován pod značkou Rolls-Royce. Stalo se tak na základě dohody, kterou mezi sebou uzavřeli Charles Rolls a Henry Royce 23. prosince roku 1904. Na autosalónu v Paříži byl vůz představen spolu s modely 15 HP, 20 HP a 30 HP. Royce byl zatím označen jako výrobce a Rolls jako prodejce, k oficiálnímu sloučení firem pod jeden název došlo až o dva roky později, přestože vozy už označení nesly.
Vůz 10 HP byl výsledkem konstruktérského snažení Henryho Royce. Bylo to první auto, které vyrobil. Jako základ mu posloužil francouzský automobil značky Decauville, který si sám pro sebe sehnal z druhé ruky. Jeho prototyp 10 HP byl tišší, než všechny ostatní vozy. Již v roce 1903 měl Royce vyrobené tři kusy.
Původní motor, pod jehož konstrukčními plány je podepsán Henry Royce, měl obsah 1800 cm³ a výkon lehce přes 9 koní. Tento vodou chlazený dvouválec posléze Royce zvětšil na 1995 cm³ a přidal vylepšenou klikovou hřídel. Výkon se tak vyšplhal na 12 koní a maximální rychlost vozu činila 63 km/h. Brzdilo se buď motorovou brzdou, ovládanou nožním pedálem, nebo brzdou ruční, která blokovala zadní kola pomocí bubnových brzd.
Původně bylo zamýšleno vyrobit 20 kusů ,ale nakonec zůstalo u konečné číslovky 16. Stalo se tak hlavně proto, že dvouválcový motor přestal být pro značku zajímavý. Poslední "desítka" byla vyrobena v roce 1906.
Vozidla byla dodávána zákazníkům bez karosérie. Každý kupec si pak sehnal svého klempíře a měl tak exemplář přesně dle svých představ.
Z šestnácti vyrobených kusů se dnešních dnů dočkaly čtyři: nejstarší z nich, pocházející z roku 1904 se prodalo v aukci za neuvěřitelných 3,2 milionů GPB (asi 107 mil. Kč) a nyní se nachází v soukromé sbírce. Další kousek, z roku 1905 patří skotskému muzeu vědy, zhruba stejně starý vůz pak ještě vlastní Bentley motors. A ještě byl měl existovat jeden kousek, o kterém se moc neví a taktéž se nalézá v soukromé sbírce.